# Пивденное (Никопольский район)
Пивденное (укр. Південне) — село,
Пивденный сельский совет,
Никопольский район,
Днепропетровская область,
Украина.
Код КОАТУУ — 1222985301. Население по переписи 2001 года составляло 1327 человек.
Является административным центром Пивденного сельского совета, в который не входят другие населённые пункты.

## Географическое положение
Село Пивденное находится в 3-х км от села Чкалово.
Рядом проходит автомобильная дорога Т-0432.

## История
- 1929 год — дата образования посёлка Пивденное.
- 1992 год — образован Пивденный сельский совет.
- 2011 год — изменён статус с посёлка на село.

## Экономика
- ЧП «Агро-Синтез».
- ООО "Птицефабрика "Крылья Таврии".

## Объекты социальной сферы
- Школа.
- Детский сад.
- Дом культуры.

## Транспорт
- Молочно-товарная, птице-товарная, свино-товарная и овце-товарная ферма, машинно-тракторные мастерские.

## Экология
- Клуб.
- Фельдшерско-акушерский пункт.
- Больница.
- Спортивная площадка.
- Стадион.

## Достопримечательности
- Братская могила советских воинов.

## Религия
- Храм прп.Феодосия Киево-Печерского.Украинская Православная Церковь Киевская митрополия.